# Oroszország berlini nagykövetsége
Oroszország berlini nagykövetsége (oroszul: Посольство России в Германии, németül: Russische Botschaft in Berlin) Németország és Oroszország kapcsolatainak egyik kiemelt intézménye, Európa diplomáciai képviseleteinek egyik fontos eleme. A képviselet Berlinben az Unter den Linden 63-65. szám alatt található (szemben a magyar nagykövetséggel).

## Története
Az első diplomáciai misszió 1706-ban érkezett Berlinbe, akkor még az Orosz Birodalom és a Német-római Császárság közti diplomáciai kapcsolatok történetének fontos állomásaként. Az első követ Albrecht von der Lieth volt. Az első világháború időszakában a követség épületét az oroszok elhagyták, A békekötést követően pedig nem orosz, hanem szovjet követségként működött az intézmény. 1941-ben a Harmadik Birodalom lerohanta a Szovjetuniót, ekkor kezdetben internálótáborként működött a követségi udvar. Az ott összegyűjtött személyeket – jellemzően a követség dolgozóit – később kicserélték a moszkvai német követség tagjaira. Ezt követően az épületben az ún. Keleti Minisztérium (Ostministerium) működött. Ez a németek által megszállt keleti területek ügyeivel foglalkozó náci kormányzati csúcsszerv volt. Az Unter den Lindenen található épületet a világháború végén bombatalálat érte és elpusztult. A világháborút követően - már a Német Demokratikus Köztársaság területén - új épületet emeltek Anatolij Sztrizsevszkij és Fritz Bornemann tervei alapján. A megnyitásra 1952. november 7-én került sor. 1954 január-februárjában itt tartották a négy hatalom külügyminiszteri konferenciáját (Berliner Außenministerkonferenz). 1971 szeptemberében szintén a nagykövetség épületében írták alá azt a négyhatalmi megállapodást (Viermächteabkommen über Berlin), mely jelentősen enyhített a Nyugat-Berlinre nehezedő nyomáson. A Szovjetunió felbomlását követően - annak jogutódjaként - minden birtokát az Oroszországi Föderáció örökölte, így a nagykövetség épületét is.

## A követségi épület

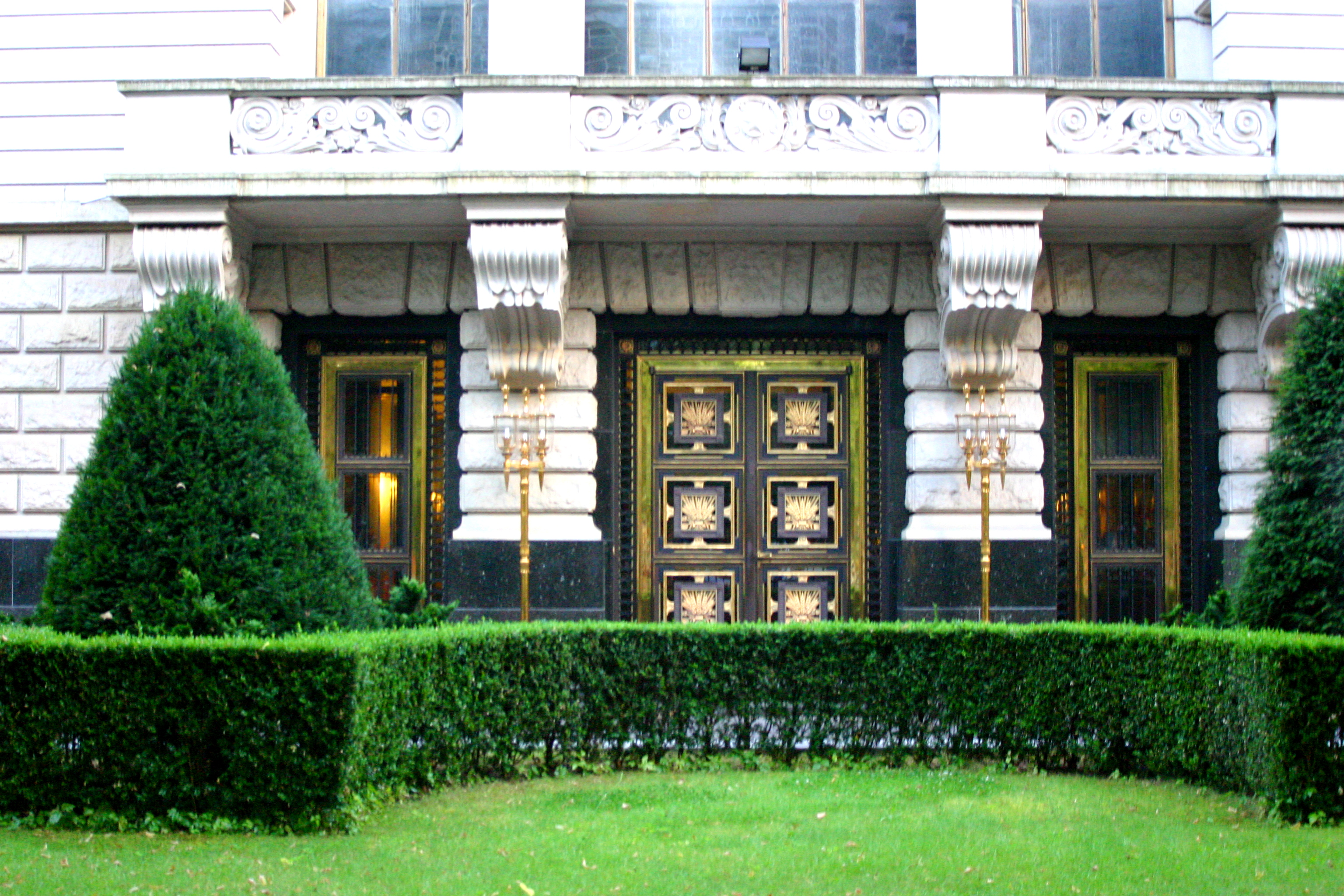
A nagykövetség főbejárata az Unter den Linden felől

A követség 1837 óta a második világháborúban megsemmisült, 18. századi épületben volt, vagyis lényegében 188 éve ugyanazon a telken található. A második világháborút követően, 1952-ben átadott új épület az Unter den Linden beépítésére vonatkozó 1909-ben született jogszabálytól - az úton egyedüliként - eltér. Az épület tornyai magasabbak, a hátsó bejárat területe pedig nagyobb a megengedettnél. Az épület az úgynevezett sztálinista építészet egyik példája (ez Magyarországon elsősorban a szocialista realizmust jelentette), és mint ilyen, meghatározó volt a korszak kelet-német építészetére.
Az épületet a torony uralja, belsejében pedig egy nagy, gazdagon díszített kupolás csarnok található. Két oldalsó szárnyával egy udvart zár körül három oldalról. Az épületkomplexumban számos lakás található az alkalmazottak számára, saját uszodája van és egy iskola is elhelyezésre került. A négy utca által határolt hatalmas telken további kapcsolódó intézmények is működnek, mint az Aeroflot utazási irodája és irodái, valamint a konzulátus, gazdasági képviselet stb.